# Institut national des langues et civilisations orientales
Institut national des langues et civilisations orientales (INALCO) - francusko je sveučilište specijalizirano za podučavanje jezika i kultura svijeta. Njegova pokrivenost pokriva jezike srednje Europe, Afrike, Azije, Amerike i Oceanije.
Langues O'je naziv koji su generacijama davali učenici Specijalne škole, zatim Kraljevske, pa Carske, pa Nacionalne, na istočnim jezicima Pariza, koji je svoj današnji naziv dobio 1971. Među njima je mnogo učitelja - istraživači, lingvisti i diplomati.

## Poznati profesori
- Katica Ćulavkova, makedonska pjesnikinja

## Vanjske poveznice
- INALCO